# Conchita (opera)

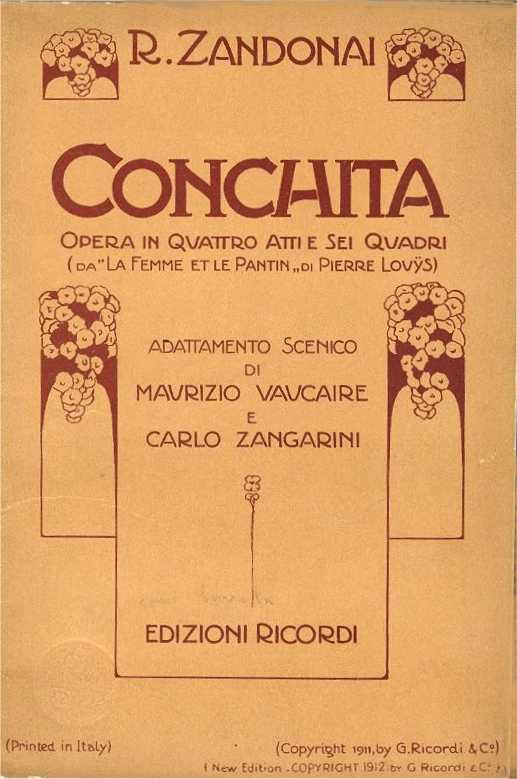
Librettoomslag från 1912

Conchita är en opera i fyra akter med musik av Riccardo Zandonai och ett libretto av Maurizio Vaucaire och Carlo Zangarini efter Pierre Louÿs roman La Femme et le pantin från 1898. Den hade premiär den 14 oktober 1911 i Milano på Teatro dal Verme med sopranen Tarquinia Tarquini, som senare gifte sig med Zandonai 1917, i titelrollen. Hennes rolltolkning hyllades av kritikerna och hon framförde Conchita på Royal Opera, London (1912), Cort Theatre i San Francisco (1912), Philharmonic Auditorium i Hollywood (1912), Heilig Theatre i Portland (1912), Metropolitan Opera House i Philadelphia (1912), Chicago Grand Opera Company (1913), Metropolitan Opera i New York City (1913) och på Teatro di San Carlo i Neapel (1913). Operan publicerades av G. Ricordi & Co 1912.

## Historia
Efter att ha komponerat operan Madame Butterfly (1904) sökte Giacomo Puccini efter ett nytt operamaterial och fann intresse för Louÿs roman La Femme et le pantin. 1906 undertecknades ett kontrakt och Luigi Illica skulle skriva librettot. Följande år beslutade dock Puccini att inte fullfölja projektet eftersom han var orolig för förverkligandet av historien. Dessutom var Louÿs missnöjd med Illicas omarbetning. Puccinis förläggare Ricordi ville dock hålla fast vid materialet och hittade en annan librettist i Zangarini. Zandonai, vars första helaftonsopera Il grillo del focolare tidigare hade publicerats av Ricordi, fick i uppdrag att komponera. För arbetet med Conchita avbröt Zandonai komponerandet av sin opera Melenis och komponerade de två första akterna under sensommaren 1909 i Borgo Sacco, resten mellan november 1909 och februari 1910 i Pesaro.
Conchita är en genomkomponerad opera i verismens efterföljd. I operan införlivade Zandonai några element av spansk folkmusik, som han förmodligen studerade och införlivade på sin resa till Spanien medan han arbetade med Conchita.
I motsats till librettot delade Zandonai inte upp operan i fyra akter, utan i fem. Därför motsäger händelserna i operan varandra. Trots det faktum att librettisterna har dragit ner på handlingen (särskilt slutet) i sin brutalitet (i textförlagan våldtar Mateo Conchita och inser sedan att hon var oskuld till dess) är slutet fortfarande mycket drastiskt. Medan Puccini förmodligen förkastade materialet av denna anledning, gjorde Zandonai denna scen till operans musikaliska dramatiska klimax med stor sofistikering.

## Personer
| Roller    | Röststämma  | Premiärbesättning 14 oktober 1911 (Dirigent: Ettore Panizza) |
| --------- | ----------- | ------------------------------------------------------------ |
| Conchita  | sopran      | Tarquinia Tarquini                                           |
| Mateo     | tenor       | Piero Schiavazzi                                             |
| Rufina    | mezzosopran | Ida Zinolfi                                                  |
| Dolores   | sopran      | Elvira Lucca-Cannetti                                        |
| En köpman | tenor       | Giuseppe Sala                                                |
| En guide  | tenor       | Giuseppe Sala                                                |
| Garcia    | bas         | Enrico Vannuccini                                            |
| Sereno    | bas         | Enrico Vannuccini                                            |
| Inspektör | bas         | Enrico Vannuccini                                            |
| Tonio     | bas         | Aurelio Viale                                                |

## Handling
Berättelsen äger rum i Sevilla.
Conchita Pérez, en fattig cigarettflicka, uppvaktas av Matteo men hon motstår hans försök. Matteo ger hennes mor en summa pengar för att hjälpa dem. Conchita flyr förolämpad och blir så småningom en berömd flamencodansös. Matteo letar upp henne och fortsätter sin uppvaktning. För att pröva hans kärlek anordnar hon ett möte med en falsk älskare inför Matteo, som blir vansinnigt arg. Hon inser att han verkligen älskar henne och hon ger efter för hans uppvaktning.